# Ekintza Zuzena
Ekintza Zuzena, que significa «acción directa» en euskera, es una publicación anarquista surgida en Bilbao en 1988. El grupo editor asume la referencia libertaria en su dimensión social, como algo no cerrado y en permanente cuestionamiento. La revista no pretende crear o ser portavoz de ninguna organización ni agrupar a nadie alrededor de su «ideología», sino que trata de ser un espacio de reflexión, debate y crítica.

## Historia
Ekintza Zuzena se encuentra dentro de la tradición informativa del anarquismo, del que hereda la convicción de que la cultura, la formación intelectual y el saber son instrumentos fundamentales para mejorar a las personas y a la sociedad. Desde mediados de los años 1980 se produce un acercamiento de determinadas sensibilidades juveniles en el País Vasco alrededor de los locales anarcosindicalistas, atraídas por los contenidos de las doctrinas anarquistas. Con el nacimiento del colectivo Arkadia, en 1985, formado por militantes de la Confederación Nacional del Trabajo (CNT) de Bilbao, Baracaldo y Basauri, además de algunos jóvenes recién incorporados a la actividad política, da comienzo la etapa que luego daría origen a Ekintza Zuzena. El nuevo colectivo se dota de un medio de expresión: Anarkia, un fanzine realizado con escasos medios, tiradas y ventas, y que en su primera etapa (tres años) saldrá a la calle en cinco ocasiones.

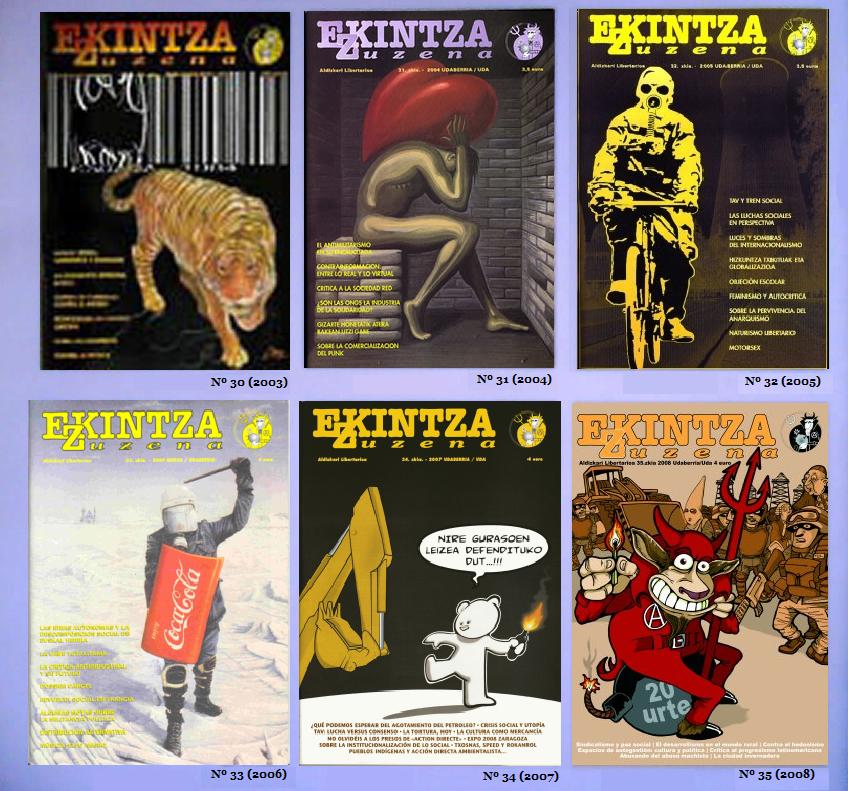
Portadas de la revista Ekintza Zuzena entre los años 2003 y 2008.

Hacia 1988, tras un periodo de discusiones dentro del colectivo, el grupo de Bilbao se escinde y crea Iraun. Este nuevo colectivo, integrado por la gente más joven, parte de la crítica al dogmatismo, al burocratismo y a la inoperancia del colectivo anterior. Crea su propia revista: Ekintza Zuzena, que nace con un nuevo formato, con una presentación más cuidada y con un planteamiento más serio y elaborado. Anarkia, por su parte, se mantiene en Basauri hasta el número 9, en que Arkadia desaparece. Sin embargo, Iraun tampoco funciona y el colectivo se disuelve en 1991, aunque parte de sus integrantes deciden continuar con la publicación de forma autónoma al valorar que la estrategia cultural, informativa y comunicativa era más interesante que el colectivo en sí.
Además de Ekintza Zuzena surgen algunas iniciativas de coordinación político-propagandística de índole anarquista, como la Federación Anarquista de Euskal Herria, luego transformada en Anarkerria, que desaparecen tras un breve periodo de existencia. Los grupos anarquistas vascos se enfrentan cíclicamente a las mismas dificultades, con su encendido antagonismo hacia otras expresiones de la izquierda revolucionaria y abertzale y una no menos velada pretensión de actuar como vanguardia en los movimientos alternativos, que son vistos con un carácter antiautoritario insuficiente, provocando incluso el enfrentamiento con las organizaciones que les cobijan. La debilidad organizativa del anarquismo y los continuos fracasos de los grupos anarquistas en su intento de incidir socialmente, llevan a Ekintza Zuzena a plantearse el debate acerca de las causas de esta situación, como una de las bases para el establecimiento de su línea informativa y de su personalidad como revista.

### Comunicación alternativa

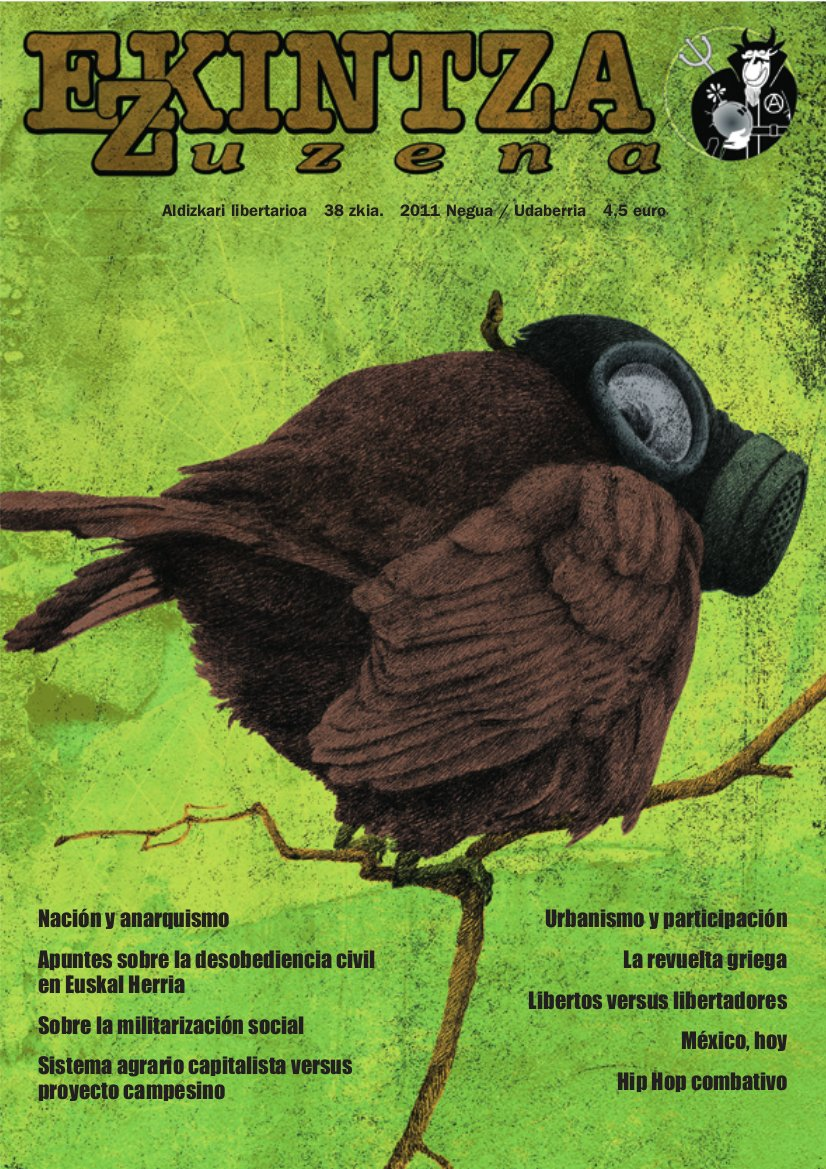
Número 38, primavera de 2011.

Mención especial merece la tradición cultural de los fanzines en la que nace y se inserta Ekintza Zuzena. Los fanzines son en general y en estos años publicaciones autogestionadas, bastante artesanales, irregulares y precarias y dotadas de una estética particular, que tratan temas políticos, musicales, literarios, etc. Los fanzines son elaborados por individuos o pequeños colectivos y en ellos tienen una fuerte presencia los planteamientos autónomo-libertarios. Ekintza Zuzena se mantiene fiel a esta tradición ideológico-organizativa de los fanzines, al margen de su autodenominación como revista y de los cambios organizativos y estéticos que se producen a lo largo de estos años.
A finales de los años 1980 y principios de los años 1990 publicaciones como La Lletra A, Molotov, Resiste o la propia Ekintza Zuzena adquieren cierto prestigio y se convierten en referenciales en dicho ámbito. Sin embargo, las crisis y las transformaciones sociopolíticas, además de ciertos procesos de gran calado, como la difusión masiva de las nuevas tecnologías e internet, van debilitando a estos modestos medios que responden a una manera de hacer política concreta (heredera de las formas de militancia de finales de los años 1970) y que cuentan con estructuras más rígidas (ciertas complejidades técnicas y organizativas asociadas al formato papel, a un espacio social y a un tipo de distribución territorial).
Mientras la mayor parte de estos medios desaparecen (caso de Resiste y La Lletra A, este último renacido tiempo después con otro equipo editor que le confiere una línea editorial distinta) y algunos se reconvierten (Molotov, como periódico de mayor tirada, semiprofesional y preámbulo de Diagonal, un proyecto mucho más ambicioso), Ekintza Zuzena se mantiene sin grandes cambios, profundizando en su dinámica editorial, aunque apareciendo cada vez más esporádicamente. Por un lado, el colectivo editor se encuentra con la necesidad de ubicarse ante coyunturas y cambios cada vez más acelerados, de pararse a pensar y no dejarse llevar por ciertas inercias (productivismo, superficialidad, etc.) y, por otro, se da un contexto de precariedad e inestabilidad humana y material, típica de este tipo de proyectos, pero que se acentúa y cronifica en momentos de crisis.

## Financiación y distribución
Ekintza Zuzena es una publicación colectiva, no profesional, no comercial, que rechaza la inclusión de publicidad y no cuenta con subvenciones. La financiación se realiza con las propias ventas, aportaciones personales, conciertos, venta de diversos materiales, etc. La distribución, tanto en Euskal Herria como en España, Europa y Latinoamérica, se realiza por canales alternativos.